# Kuppusjaure
Kuppusjaure är en sjö i Kiruna kommun i Lappland och ingår i Torneälvens huvudavrinningsområde. Sjön har en area på 0,182 kvadratkilometer och ligger 662 meter över havet. Kuppusjaure ligger i Torne och Kalix älvsystem Natura 2000-område. Sjön avvattnas av vattendraget Kuppusjåkka.

## Delavrinningsområde
Kuppusjaure ingår i det delavrinningsområde (755740-165810) som SMHI kallar för Ovan VDRID = Rautasälven i Kuppusjåkkas vattendra*. Medelhöjden är 794 meter över havet och ytan är 32,79 kvadratkilometer. Det finns inga avrinningsområden uppströms utan avrinningsområdet är högsta punkten. Kuppusjåkka som avvattnar avrinningsområdet har biflödesordning 3, vilket innebär att vattnet flödar genom totalt 3 vattendrag innan det når havet efter 441 kilometer. Avrinningsområdet består mestadels av skog (24 procent) och kalfjäll (75 procent). Avrinningsområdet har 0,18 kvadratkilometer vattenytor vilket ger det en sjöprocent på 0,5 procent.